# Pinsà d'ulleres
El pinsà d'ulleres (Callacanthis burtoni) és una espècie d'ocell de la família Fringillidae i única representant del gènere Callacanthis.
Es distribueix pels boscos temperats i matolls d'altura de l'Afganistan, l'Índia, el Nepal i Pakistan.